# Eberhard Blum
Pour les articles homonymes, voir Blum.
Eberhard Blum, né à Kiel le 28 juillet 1919 et mort à Stuttgart le 9 juillet 2003, est un ancien président du Service fédéral de renseignement de la République fédérale Allemande du 27 décembre 1982 au 31 juillet 1985. Il était l'époux de Gabriele von Gusmann, dont il eut trois enfants.

## Biographie
Blum est un ancien officier de la Wehrmacht, ayant atteint de le grade de capitaine de cavalerie. Il entre en 1947 à l'Organisation Gehlen, qui prendra en 1956 le nom de Bundesnachrichtendienst (BND). Proche de Reinhard Gehlen, le patron du Service, Blum sert de 1961 à 1964 comme chef de la sous-division chargée du personnel, puis comme chef de poste de Londres de 1964 à 1968, puis chef de poste à Washington après 1970. Il dirige ensuite le BND de 1982 à 1985.